# Urokinase
Urokinase is een enzym dat door het lichaam aangemaakt wordt (lichaamseigen), maar in hogere dosering ingezet wordt als medicijn. Het lost bloedstolsels op en is dus een trombolyticum. Omdat urokinase lichaamseigen is, komen er bij gebruik als medicijn weinig allergische reacties voor.
Urokinase is een directe plasminogeenactivator, het zet plasminogeen om in plasmine dat stolsels op kan lossen.
Er moet balans zijn tussen stolling en afbraak van stolsels, en TAFI remt de werking van urokinase. TAFI, voluit trombin activatable fibronolysis inhibitor, is een stof die in werking treedt als een stolsel instabiel dreigt te raken waardoor een bloeding kan ontstaan. De remmende werking van TAFI is vermoedelijk de reden dat er relatief weinig bloedingen optreden bij het gebruik van urokinase.